# 大西 (名古屋市)
大西（おおにし）は、愛知県名古屋市港区の地名。現行行政地名は大西一丁目から大西三丁目。住居表示未実施。

## 地理
名古屋市港区中央西部に位置する。東は南陽町茶屋新田、西は南陽町茶屋後新田、北は南陽町福田に接する。

## 歴史

### 町名の由来
当地のかつての通称に由来するという。

### 沿革
- 1976年（昭和51年）3月13日 - 港区南陽町大字茶屋新田の一部により、同区大西一丁目から大西三丁目がそれぞれ成立する[1]。
- 1989年（平成元年）11月26日 - 大西一丁目および大西二丁目に南陽町大字茶屋新田および南陽町大字福田の各一部をそれぞれ編入する[1]。

## 世帯数と人口
2019年（平成31年）3月1日現在の世帯数と人口は以下の通りである。
| 丁目       | 世帯数  | 人口  |
| ---------- | ------- | ----- |
| 大西一丁目 | 113世帯 | 232人 |
| 大西二丁目 | 199世帯 | 492人 |
| 大西三丁目 | 24世帯  | 54人  |
| 計         | 336世帯 | 778人 |

### 人口の変遷
国勢調査による人口の推移
| 2000年（平成12年） | 281人 | [ WEB 6 ] |  |
| 2005年（平成17年） | 256人 | [ WEB 7 ] |  |
| 2010年（平成22年） | 269人 | [ WEB 8 ] |  |
| 2015年（平成27年） | 339人 | [ WEB 9 ] |  |

## 学区
市立小・中学校に通う場合、学校等は以下の通りとなる。また、公立高等学校に通う場合の学区は以下の通りとなる。
| 丁目       | 番・番地等 | 小学校               | 中学校                 | 高等学校 |
| ---------- | ---------- | -------------------- | ---------------------- | -------- |
| 大西一丁目 | 全域       | 名古屋市立南陽小学校 | 名古屋市立南陽東中学校 | 尾張学区 |
| 大西二丁目 | 全域       | 名古屋市立南陽小学校 | 名古屋市立南陽東中学校 | 尾張学区 |
| 大西三丁目 | 全域       | 名古屋市立南陽小学校 | 名古屋市立南陽東中学校 | 尾張学区 |

## 施設
- 愛知県立南陽高等学校[2]

## その他

### 日本郵便
- 郵便番号 : 455-0861[WEB 3]（集配局：名古屋港郵便局[WEB 12]）。

### WEB
1. ↑  “愛知県名古屋市港区の町丁・字一覧”.   人口統計ラボ. 2017年10月7日閲覧。
2. 1 2  “町・丁目(大字)別、年齢(10歳階級)別公簿人口(全市・区別)”.   名古屋市 (2019年3月20日). 2019年3月21日閲覧。
3. 1 2  “郵便番号”.  日本郵便. 2019年3月17日閲覧。
4. ↑  “市外局番の一覧”.   総務省. 2019年1月6日閲覧。
5. 1 2  名古屋市役所市民経済局地域振興部住民課町名表示係 (2015年10月21日). “港区の町名一覧”.   名古屋市. 2020年11月15日閲覧。
6. ↑  名古屋市役所総務局企画部統計課統計係 (2005年7月1日). “（刊行物）名古屋の町(大字)・丁目別人口 (平成12年国勢調査) 港区” (XLS). 2017年10月8日閲覧。
7. ↑  名古屋市役所総務局企画部統計課統計係 (2007年6月29日). “平成17年国勢調査　名古屋の町(大字)別・年齢別人口 港区” (XLS). 2017年10月8日閲覧。
8. ↑  名古屋市役所総務局企画部統計課統計係 (2012年6月29日). “平成22年国勢調査　名古屋の町(大字)別・年齢別人口 港区” (XLS). 2017年10月8日閲覧。
9. ↑  名古屋市役所総務局企画部統計課統計係 (2017年7月7日). “平成27年国勢調査　名古屋の町(大字)別・年齢別人口” (XLS). 2017年10月8日閲覧。
10. ↑  “市立小・中学校の通学区域一覧”.   名古屋市 (2018年11月10日). 2019年1月14日閲覧。
11. ↑  “平成29年度以降の愛知県公立高等学校（全日制課程）入学者選抜における通学区域並びに群及びグループ分け案について”.   愛知県教育委員会 (2015年2月16日). 2019年1月14日閲覧。
12. ↑  “郵便番号簿 2018年度版” (PDF).   日本郵便. 2019年4月14日閲覧。

### 書籍
1. 1 2 3  名古屋市計画局 1992, p. 844.
2. 1 2 3  「角川日本地名大辞典」編纂委員会 1989, p. 1530.
3. ↑  名古屋市計画局 1992, p. 514.